# Епархия Каора
Епархия Каора (лат. Dioecesis Cadurcensis, фр. Diocèse de Cahors) — епархия в составе митрополии Тулузы Римско-католической церкви во Франции. В настоящее время кафедра епархии вакантна.
Клир епархии включает 74 священника (67 епархиальных и 7 монашествующих священников), 8 диаконов, 8 монахов, 89 монахинь.
Адрес епархии: 134 rue Freeric-Suisse, 46000 Cahors, France.

## Территория
В юрисдикцию епархии входит 391 приход в департаменте Ло во Франции.
Кафедра епископа находится в городе Каор в церкви Святого Стефана.

## История
Кафедра Каора была основана в III веке, и была епископством-суффраганством архиепархии Буржа.
11 июля 1317 года епархия Каора уступила часть своей территории новой епархии Монтобана.
3 октября 1678 года епископство вошло в церковную провинцию архиепархии Альби.
После конкордата 1801 года буллой Папы Пия VII от 29 ноября 1801 года епархии Каора отошли территории упразднённых епархий Монтобана, Родеза и Вабра.
17 февраля 1808 года епархия Монтобана была восстановлена на своей прежней территории, 6 октября 1822 года также была восстановлена епархия Родеза.
8 декабря 2002 года епархия Каора вошла в состав митрополии Тулузы.

## Ординарии епархии

### Кафедра Керси
- святой Марциал (III век);
- святой Сатурнин (III век).

### Кафедра Каора
| - святой Генульф (250); - святой Себаст (III век); - святой Флорентий (370); - святой Алитий (425); - святой Анатолий (450); - Боэций (506—511); - Сустраций (533—541); - Максим (549); - святой Маврилий (580); - святой Урсицин (584/585 — 588); - Евсевий (614—621); - святой Рустик (621—628/629); - святой Дезидерий (636 — 15.11.655); - Агарн (655); - Бето (663/664) - святой Капуан (700); - святой Амвросий (752—770); - Агарн (783); - Аймат (813); - Ангар (820); - Стефан I (822—852); - Гильом I (875—876); - Жеро I (около 887) - святой Гаусберт (892—907); - Жерар (упоминается в 917); - Амблар (930); - Бернар I (946); - Фротер I (961—968); - Стефан II (972); - Фротер II (968—990); - Гаусберт II де Гурдон (990—1004); - Бернар II де Кастельно де Грама (1005—1028) — бенедиктинец; - Дьёдонне (1031—1036); - Бернар III де Кастельно де Грама (1040—1052); - Фульк (1055 — ;1063) - Бернар IV де Кастельно де Грама (1067—1077); - Жеро II де Гурдон (1077); - Жеро III де Кардальяк (1083 — 1112); - Гильом II де Кальмон (1113—1143); - Раймон I (упоминается в 1150); - Жеро IV Эктор (1152—1199); - Гильом III (1199—1206); - Бартелеми (упоминается в 1207); - Гильом IV де Кардальяк (1208—1234); - Понс д’Aнтежак (1235—1236); - Жеро V Барас (13.02.1237 — 1250); - Бартелеми де Ру (28.07.1250 — 1273); - Раймон II де Корниль (21.05.1280 — 1293); - Сикар де Монтегю (07.03.1293 — 1299); - Раймон де Пошель (1300—1312); | - Пьер де Казильяк (1312); - Юг Жеро (16.02.1313 — 1317); - Гильом V де Лабру (18.12.1317 — 1323) — доминиканец; - Бертран де Кардальяк (20.07.1324 — 1364); - Бегон де Кастельно-Кальмон (15.02.1366 — 1387); - Франсуа I де Кардальяк (11.10.1388 — 1404); - Гильом VI д’Aрпажон (02.07.1404 — 1429); - Жан дю Пюи (16.04.1431 — 1438) — доминиканец; - Жан де Кастельно-Кальмон (24.10.1438 — 1460); - Луи д’Aльбре (30.07.1460 — 04.09.1465); - Антуан Альман (31.10.1465 — 08.03.1475) — назначен епископом Клермона; - Жискар д’Обюссон (10.03.1475 — 15.07.1476) — назначен епископом Каркассона; - Антуан Альман (15.07.1476 — 1493) — вторично; - Бенуа де Жан (08.01.1494 — 1501); - Антуан де Люзеш (20.12.1501 — 30.05.1509); - Жермен де Гане (13.06.1509 — 03.07.1514) — назначен епископом Орлеана; - Шарль-Доминик де Каретто (03.07.1514 — 12.08.1514); - Луи де Каретто (12.08.1514 — 1524); - Поль де Каретто (15.07.1524 — 1553); - Алессандро Фарнезе (12.11.1554 — 07.05.1557) — апостольский администратор; - Пьер де Бертран (07.05.1557 — 03.09.1563); - Жан де Балагье (28.04.1564 — 10.04.1576); - Антуан Эбрар де Сен-Сюльпис (04.02.1577 — 17.01.1599); - Симеон-Этьенн де Попьян (10.09.1601 — 1627); - Пьер Абер (1627 — 27.02.1636); - блаженный Ален де Сольминьяк (22.09.1636 — 31.12.1659) — августинец; - Николя Севен (31.12.1659 — 09.11.1678); - Луи-Антуан де Ноай (8 мая 1679 — 17 марта 1681) — назначен епископом Шалона; - Анри-Гильом Ле Же (28.04.1681 — 22.04.1693); - Анри де Бриквиль (28.09.1693 — 16.07.1741); - Бертран-Жан-Батист-Рене дю Гесклен (18.09.1741 — 02.08.1766); - Жозеф-Доминик де Шелю (22.12.1766 — 14.12.1776) — назначен епископом Байе; - Луи-Мари де Николаи (17.02.1777 —- 1791); - Шарль-Николя де Бекав (1791—1802) — антиепископ; - Жан д’Англар (XIX век) — антиепископ; - Гийом-Бальтазар Кузен де Гренвиль (02.07.1802 — 02.03.1828); - Поль-Луи-Жозеф Д’Опуль (13.03.1828 — 15.03.1842); - Жан-Жак-Давид Барду (26.04.1842 — 30.01.1863); - Жозеф Франсуа Клет Пешу (16.05.1863 — 13.09.1865); - Пьер-Альфред Гримардья (30.12.1865 — 27.05.1896); - Эмиль-Кристоф Энар (23.06.1896 — 21.02.1906) — назначен архиепископом Оша; - Виктор-Онезим-Кирен Лоран (13.07.1906 — 15.07.1911); - Пьер-Селестен Сезерак (27.11.1911 — 02.01.1918) — назначен епископом-коадьютером Альби; - Жозеф-Люсьен Жире (15.02.1918 — 13.02.1936); - Жан-Жозеф-Эме Муссарон (20.08.1936 — 11.05.1940) — назначен архиепископом Альби; - Поль Шеврье (24.09.1941 — 21.08.1962); - Андре Бреэре (21.08.1962 — 30.07.1972); - Жозеф-Мари-Анри Рабин (18.05.1973 — 17.03.1986) — назначен архиепископом Альби; - Морис-Адольф Гедон (20.01.1987 — 04.02.2004); - Норбер-Жозе-Анри Тюрини (30.06.2004 — 18.10.2014) — назначен епископом Перпиньян-Эльна. - Sede Vacante - Лоран Камьяд (с 15.07.2015) |  |

## Статистика
На конец 2013 года из 181 200 человек, проживающих на территории епархии, католиками являлись 169 900 человек, что соответствует 93,8 % от общего числа населения епархии.
| год  | население | население | население | священники | священники        | священники         | священники                           | постоянные диаконы | монахи  | монахи  | приходы |
| год  | католики  | всего     | %         | всего      | белое духовенство | черное духовенство | число католиков на одного священника | постоянные диаконы | мужчины | женщины | приходы |
| ---- | --------- | --------- | --------- | ---------- | ----------------- | ------------------ | ------------------------------------ | ------------------ | ------- | ------- | ------- |
| 1950 | 154.500   | 155.000   | 99,7      | 271        | 260               | 11                 | 570                                  |                    | 31      | 645     | 480     |
| 1959 | ?         | 147.754   | ?         | 246        | 233               | 13                 | ?                                    |                    | 25      | 313     | 478     |
| 1970 | 145.000   | 151.000   | 96,0      | 201        | 193               | 8                  | 721                                  |                    | 13      | 358     | 405     |
| 1980 | 143.500   | 151.500   | 94,7      | 150        | 143               | 7                  | 956                                  |                    | 7       | 260     | 403     |
| 1990 | 143.700   | 159.400   | 90,2      | 122        | 112               | 10                 | 1.177                                |                    | 15      | 167     | 403     |
| 1999 | 140.350   | 155.813   | 90,1      | 110        | 98                | 12                 | 1.275                                | 3                  | 12      | 123     | 403     |
| 2000 | 140.010   | 155.813   | 89,9      | 110        | 98                | 12                 | 1.272                                | 3                  | 12      | 117     | 403     |
| 2001 | 143.200   | 160.124   | 89,4      | 105        | 95                | 10                 | 1.363                                | 3                  | 10      | 112     | 403     |
| 2002 | 143.050   | 160.124   | 89,3      | 100        | 89                | 11                 | 1.430                                | 4                  | 11      | 105     | 403     |
| 2003 | 142.900   | 160.124   | 89,2      | 93         | 85                | 8                  | 1.536                                | 5                  | 8       | 94      | 403     |
| 2004 | 142.900   | 160.124   | 89,2      | 89         | 83                | 6                  | 1.605                                | 4                  | 6       | 88      | 403     |
| 2006 | 144.000   | 161.600   | 89,1      | 99         | 90                | 9                  | 1.454                                | 1                  | 9       | 81      | 403     |
| 2013 | 169900    | 181200    | 93,8      | 74         | 67                | 7                  | 2295                                 | 8                  | 8       | 89      | 391     |